# Geheimes Kuba
Geheimes Kuba ist eine achtteilige dokumentarische Serie für Netflix und ZDFinfo. Geschildert wird die Geschichte Kubas von der Kolonialzeit bis in die Gegenwart.

## Inhalt
Die Geschichte Kubas seit Ende des 19. Jahrhunderts bis heute ist Thema der achtteiligen Geschichtsreihe, die ZDFinfo ab 11. Dezember 2015 ausstrahlte. Anlass für die Produktion war die Versöhnung zwischen den USA und der Karibikinsel, die durch die Wiedereröffnung der US-Botschaft im Juli 2015 symbolisch vollzogen wurde.
Die Serie beginnt mit Kubas Kolonialzeit und seinem langen und blutigen Kampf um Unabhängigkeit. Der Schwerpunkt liegt auf der wechselvollen Geschichte im 20. Jahrhundert. In acht Folgen à 43 Minuten beleuchtet die Serie vielfältige Aspekte der kubanischen Geschichte – von Zuckerrohr und Sklaverei über Zigarren und Fidel Castros Revolution bis hin zu Guantánamo Bay und der (Wieder-)Eröffnung der US-Botschaft.
Dabei bedient sich die Serie zum Teil bisher nicht veröffentlichten Filmmaterials. Mehr als 100 Stunden wurden analysiert und neu abgetastet. Quellen sind unter anderem das Kubanische Institut für Filmkunst ICAIC, das russische Archiv Krasnogorsk, sowie die Archive der Roten Armee und des KGB. Auch private Quellen konnten erschlossen werden. Außerdem zeigt die Serie neu abgetastetes Filmmaterial des Spanisch-Amerikanischen Krieges von 1898 – des ersten Krieges, der je gefilmt wurde.
Für Geheimes Kuba wurden mehr als 50 internationale Kuba-Experten und Zeitzeugen interviewt – sowohl Mitkämpfer wie auch Gegner Fidel Castros und seines Vorgängers Fulgencio Batista. Unter ihnen sind Kubas früherer Geheimdienstchef Juan Antonio Rodríguez Menier und KGB-Lateinamerikachef Nikolai Leonow, Che Guevaras Kampfgefährte Dariel Alarcón und CIA-Agent Félix Rodríguez, Fidel Castros frühere Geliebte Marita Lorenz und sein ehemaliger Bodyguard Carlos Calvo, die Stiefenkelin von Kubas größtem Mafiaboss Meyer Lansky, Kubas bedeutendster Autor der Gegenwart Leonardo Padura und der letzte Staatschef der DDR und persönlicher Freund der Castro-Brüder, Egon Krenz.

## Hintergrund
Geheimes Kuba ist eine Produktion von LOOKSfilm (Die Wahrheit über den Holocaust, 2014), Interscoop, Format TV und TV3 Catalunya in Koproduktion mit ZDFinfo, in Zusammenarbeit mit dem Institut National de l'Audiovisuel und gefördert durch das Centre National de la Cinématographie et de l'Image Animée sowie durch Creative Europe, das Media Programm der Europäischen Union. Neben der Ausstrahlung der Reihe in ZDFinfo wurde die Serie in Frankreich auf France Télévision gezeigt sowie in Finnland (Yle), Litauen (LRT), Russland (Ren TV), Slowenien (RTV) und Spanien (TV3). Federführender Produzent ist Gunnar Dedio.

## Episodenliste
| Nr. | Originaltitel                    | Zusammenfassung |
| --- | -------------------------------- | --- |
| 1   | Sklaverei und Freiheitskampf     | Seit der Entdeckung durch Christoph Kolumbus wurde Kuba immer von den großen Imperien der Welt begehrt und beherrscht. Kubas Freiheitskampf war lang und blutig – und wurde letztendlich mit Hilfe der Vereinigten Staaten von Amerika gewonnen, die als Gegenleistung dafür bis heute die Militärbasis Guantánamo auf der Insel besitzen. |
| 2   | Zuckerboom und Dollarrausch      | Bereits als spanische Kolonie lebte Kuba hauptsächlich von zwei Exportprodukten: Tabak und, vor allem, Zucker. Das weiße Gold machte Kuba Anfang des 20. Jahrhunderts für die USA unersetzlich – im Ersten Weltkrieg wurde Kuba aufgrund des Zuckers zum reichsten Land der Welt – und stürzte danach in eine tiefe Krise. Um Kuba vor dem Abgleiten in den Kommunismus zu retten, unterstützten die USA einen jungen Unteroffizier namens Fulgencio Batista, der Kubas Militärdiktator wurde. |
| 3   | Mafiabosse und Putschisten       | Die boomende Wirtschaft und die korrupte Bürokratie auf Kuba lockten ab Mitte der 1930er-Jahre nicht nur amerikanische Investoren ins Land, sondern auch Kriminelle. Der König des Glücksspiels, Meyer Lansky, übernahm die Macht in den Casinos und Spielhöllen der Insel. Nach und nach wurden Glücksspiel, Korruption und Verbrechen zum festen Bestandteil des kubanischen Alltags. Dagegen lehnte sich ein junger Jurastudent namens Fidel Castro auf – und griff mit einer Gruppe Gleichgesinnter die Militärbasis von Moncada an. |
| 4   | Diktatur und Revolution          | Nach dem gescheiterten Angriff auf die Moncada-Kaserne saß Fidel Castro im Gefängnis. Seine Revolution war gescheitert, bevor sie wirklich begann. Doch wider Erwarten ließ Kubas Diktator Batista seinen Widersacher Castro frei. Der ging ins Exil nach Mexiko und scharte eine neue Rebellentruppe um sich. Auch ein argentinischer Revolutionär namens Ernesto "Che" Guevara schloss sich ihm an. Bei dem zweiten Revolutionsversuch wurden die meisten von ihnen sofort nach der Landung verhaftet oder getötet. Doch diesmal gaben sie nicht auf, sie kämpften weiter, jahrelang. Am 1. Januar 1959 schließlich flüchtete Diktator Batista von der Insel. Fidel Castro zog siegreich in Havanna ein und richtete im Hilton Hotel seinen Regierungssitz ein. |
| 5   | Schweinebucht und neue Liebe     | Während Fidel Castro und seine „Bewegung 26. Juli“ Kuba von Batistas verhasstem Regime befreien, beobachten die USA mit großer Sorge den wachsenden kommunistischen Einfluss auf die Insel. Die US-Regierung und ihre Geheimdienste sind überzeugt, dass Kuba auf dem Weg ist, ein Außenposten der Sowjetunion zu werden. Präsident John F. Kennedy lässt die Invasion der Schweinebucht organisieren. Ziel ist der Sturz der Revolutionsregierung. |
| 6   | Rubel und Raketen                | Nachdem Castro die USA als seinen Hauptfeind betrachtet, wird die Sowjetunion sein logischer und wichtigster Verbündeter. Die Sowjets schicken Atomwaffen auf die Insel und bringen die Welt an den Rand eines Nuklear-Krieges. Eine Folge der Krise ist die Ermordung John F. Kennedys – durch einen Castro-Sympathisanten. |
| 7   | Militärmacht und Drogensumpf     | Kubas Schicksalsfaden hängt an der Entwicklung des Kommunismus weltweit. Das Ende des Kalten Krieges führt zu dramatischen Veränderungen bei Kubas Verbündeten – die Entwicklung hat erhebliche Folgen für Castros Kuba und bringt die Insel an den Rand einer Hungersnot. |
| 8   | Staatswillkür und ferne Hoffnung | Fidel Castro hat die Macht seinem Bruder Raúl übergeben. Unter dessen Regierung bewegt sich Kuba und knüpft neue Beziehungen zu den USA. Kuba und die USA eröffnen ihre diplomatischen Vertretungen, das Embargo gegen Kuba steht infrage. Wie wird die Zukunft der Karibikinsel aussehen? |

## Interviewpartner (Auswahl)

### Dariel „Benigno“ Alarcón Ramirez
Kubanischer Revolutionär. Er war einer der ersten, der sich Fidel Castros Revolution anschloss, nachdem Batistas Soldaten seine Frau vor seinen Augen erschossen. Er war Freund und Kampfgefährte Che Guevaras bis zu dessen Tod in Bolivien.

### Félix Rodríguez
Der gebürtige Kubaner war im Auftrag der CIA an mehreren Attentatsversuchen auf Fidel Castro beteiligt. Während der Invasion in der Schweinebucht sollte er die Brücken zur Bucht sprengen. Er war verantwortlich für das Aufspüren und die Verhaftung Che Guevaras, verhörte ihn und war bei seiner Exekution anwesend.

### Juan Antonio Rodríguez Menier
Mitbegründer und langjähriger Leiter des kubanischen Geheimdienstes. Er schloss sich Fidel bereits 1954 an und war unter anderem Resident in der DDR und in Budapest. Menier schleuste eine Reihe seiner Agenten in die CIA. Er lief 1987 nach elf Jahren Verhandlung mit Schlüsselinformationen zu den USA über und sagte in Paris vor Gericht gegen Carlos „Schakal“ aus – und gegen Kuba aufgrund dessen Verstrickungen in den Drogenhandel.

### Leonardo Padura
Padura ist einer der meistgelesenen und bedeutendsten Autoren Kubas. Zu seinen Buchveröffentlichungen zählen Romane, Erzählbände, literaturwissenschaftliche Studien, Reportagen und Interviews, darunter u. a. der Kriminalromanzyklus „Das Havanna-Quartett“. Im Jahr 2012 wurde ihm der kubanische Nationalpreis für Literatur zugesprochen, im Juni 2015 der spanische Prinzessin-von-Asturien-Preis in der Sparte Literatur.

### Cynthia Duncan
Enkelin von Mafiaboss Meyer Lansky, der Anfang der 1950er-Jahre inoffizieller Glücksspielminister von Kubas Diktator Fulgencio Batista war. Sie erlebte 1959 die Revolution auf Kuba.

### Igor Iwanowitsch Kurinnoj
Sowjetischer Generalleutnant. Er war im Stab der erst drei Jahre zuvor gegründeten 43. Atomraketendivision auf Kuba während der Krise 1962. Er wurde als einer von 43.000 in Zivil verkleideten Soldaten mit den 36 Atomraketen auf einem der 300 Handelsschiffe von der Ukraine nach Kuba verlegt. Als Ziel der Reise wurde zur Tarnung Sibirien angegeben und entsprechende Winterausrüstung verteilt. Kurinnoj berichtet aus erster Hand von den abenteuerlichen Umständen des geheimen Transportes und Aufbaus der Raketen auf Kuba, drei Flugminuten von den USA entfernt.

### Nikolai Leonow
Ehemaliger Generalleutnant und Lateinamerika-Chef des KGB. Politischer Ziehvater von Wladimir Putin. Er brachte 1955 die Castro-Brüder und Che Guevara in Mexiko zusammen und begleitete 1960 Anastas Mikoyan auf seiner Reise nach Havanna. Bei diesem Anlass überreichte er Che Guevara eine Marksman Präzisionspistole „im Namen des sowjetischen Volkes“. Leonow war Fidel Castros Übersetzer, als dieser 1963 die Sowjetunion besuchte.

### Marita Lorenz
Geliebte Fidel Castros und CIA-Agentin. Geboren in Bremen, lernte sie mit 19 Jahren Fidel Castro kennen und lieben. Nach dem Ende der Beziehung ging sie in die USA, wurde von der CIA angeworben und sollte in deren Auftrag Castro auf Kuba ermorden. Sie ist die Autorin von „Lieber Fidel. Mein Leben, meine Liebe, mein Verrat“ (2001).

### Egon Krenz
Der ehemalige DDR-Politiker und letzte Generalsekretär der Sozialistischen Einheitspartei Deutschlands (SED), Egon Krenz, lernte durch seine Tätigkeit bei der DDR-Jugendorganisation FDJ Raúl und Fidel Castro kennen.

### Bernd Wulffen
Botschafter der Bundesrepublik Deutschland auf Kuba von 2001 bis 2005. Wulffen studierte Rechtswissenschaften, Romanistik und Politologie in Frankfurt am Main, Berlin, Marburg und Pisa. 1969 trat er in den höheren auswärtigen Dienst ein. Nach seiner Attachézeit in Spanien übernahm er Aufgaben in Lateinamerika und Asien. 1986 wurde er Botschafter in Kuwait, 1992 Botschafter und Koordinator des Weltwirtschaftsgipfels in München. Er lebt abwechselnd in Berlin, im Allgäu und in Tucumán, Argentinien. Bernd Wulffen ist Autor von "Eiszeit in den Tropen. Botschafter bei Fidel Castro" (2006) und "Kuba im Umbruch – Von Fidel zu Raúl Castro" (2008).

### Michael Zeuske
Zeuske war Professor für iberische und latein-amerikanische Geschichte an der Universität Köln. Er lebte als Kind auf Kuba, wo sein Vater für die DDR als Berater tätig war. Er studierte an der Universität Leipzig Philosophie und Geschichte mit Schwerpunkt der Geschichte Spaniens und Lateinamerikas. Zahlreiche Publikationen zu Kuba u. a. „Insel der Extreme. Kuba im 20. Jahrhundert“ (2000), „Kleine Geschichte Kubas“ (2000) und „Handbuch Geschichte der Sklaverei“ (2013). Fachberater der Serie „Geheimes Kuba“.

## Pressestimmen
„Die Doku ist aufwändig produziert, viel Recherchearbeit ist hinein geflossen, viele Zeitzeugen, Wissenschaftler, Kämpfer und Fachleute kommen zu Wort, unter ihnen Leonardo Padura, Michael Zeuske und sogar Egon Krenz.“

„Der Film ist zwar konventionell in seiner Anmutung, aber interessant, informativ und spannend (…). Die Autoren ziehen da die langen Linien der Geschichte. Sie beginnen bei Columbus, bei der langen Kolonialgeschichte der Insel und den zahlreichen Versuchen, sich Unabhängigkeit zu erkämpfen, erst von der spanischen Kolonialmacht, dann von der indirekten Kolonialmacht USA. Es zeigen sich Muster in der Geschichte, Wiederholungen, Ähnlichkeiten. Die Revolutionen auf Kuba kamen immer von Osten der Insel in den Westen, aus den armen Gebieten in die reichen. Nach Miami exiliert sind mit der Politik unzufriedene Kubaner nicht erst seit Castro, sondern schon viel früher. Als ihren Hinterhof betrachteten die USA die Insel nicht erst seit der Diktatur des Fulgencio Batista, sondern schon als sie Spanien im Krieg besiegten und für das Ende des spanischen Kolonialismus sorgten.“

„Die Schattenseiten werden beleuchtet, die vergessenen Kapitel neu aufgeschlagen. Die Havanna-Mafia-Konferenz von 1946, so eine Art Potsdamer Konferenz in der Welt des organisierten Verbrechens, die die Nachkriegsordnung regeln sollte, wird in dem Film genauso thematisiert wie die Hinrichtungen der Batista-Soldaten durch die Castro-Rebellen.“